# Oxylamia griseomarmorata
Oxylamia griseomarmorata är en skalbaggsart som först beskrevs av Stefan von Breuning 1936.  Oxylamia griseomarmorata ingår i släktet Oxylamia och familjen långhorningar. Inga underarter finns listade i Catalogue of Life.